# Retta di Simson

La retta di Simson LN (rossa) del triangolo ABC.

Preso un qualsiasi punto P di una circonferenza circoscritta ad un triangolo, i piedi delle perpendicolari condotte da P ai lati del triangolo sono allineati.
La retta che passa per questi tre punti è chiamata Retta di Simson in onore del matematico Robert Simson. La dimostrazione del teorema legato a tale retta è però da attribuirsi a William Wallace che la formulò nel 1797.
Il segmento individuato sulla retta è un caso degenere di triangolo pedale. L'involuzione delle rette di Simson definisce un deltoide chiamato deltoide di Steiner.